# Gasska Njoatsosjávrre
Gasska Njoatsosjávrre, enligt tidigare ortografi Kaska Njåtjosjaure, är en sjö i Jokkmokks kommun i Lappland och ingår i Luleälvens huvudavrinningsområde. Sjön har en area på 0,309 kvadratkilometer och ligger 872 meter över havet. Gasska Njoatsosjávrre ligger i Sarek Natura 2000-område. Sjön avvattnas av vattendraget Njoatsosjåhkå.

## Delavrinningsområde
Gasska Njoatsosjávrre ingår i det delavrinningsområde (745744-156600) som SMHI kallar för Utloppet av Lulep Njåtjosjaure. Medelhöjden är 1 215 meter över havet och ytan är 25,44 kvadratkilometer. Det finns inga avrinningsområden uppströms utan avrinningsområdet är högsta punkten. Gamájåhkå som avvattnar avrinningsområdet har biflödesordning 3, vilket innebär att vattnet flödar genom totalt 3 vattendrag innan det når havet efter 339 kilometer. Avrinningsområdet består mestadels av kalfjäll (92 procent). Avrinningsområdet har 1,8 kvadratkilometer vattenytor vilket ger det en sjöprocent på 7,1 procent. Delavrinningsområdet täcks till 0,63 procent av glaciärer, med en yta av 0,16 kvadratkilometer.